# NGC 4042
NGC 4042 – galaktyka znajdująca się w gwiazdozbiorze Warkocza Bereniki. Odkrył ją Albert Marth 18 marca 1865 roku. Identyfikacja obiektu NGC 4042 nie jest pewna ze względu na niedokładność pozycji podanej przez Martha.